# Guido von Madai

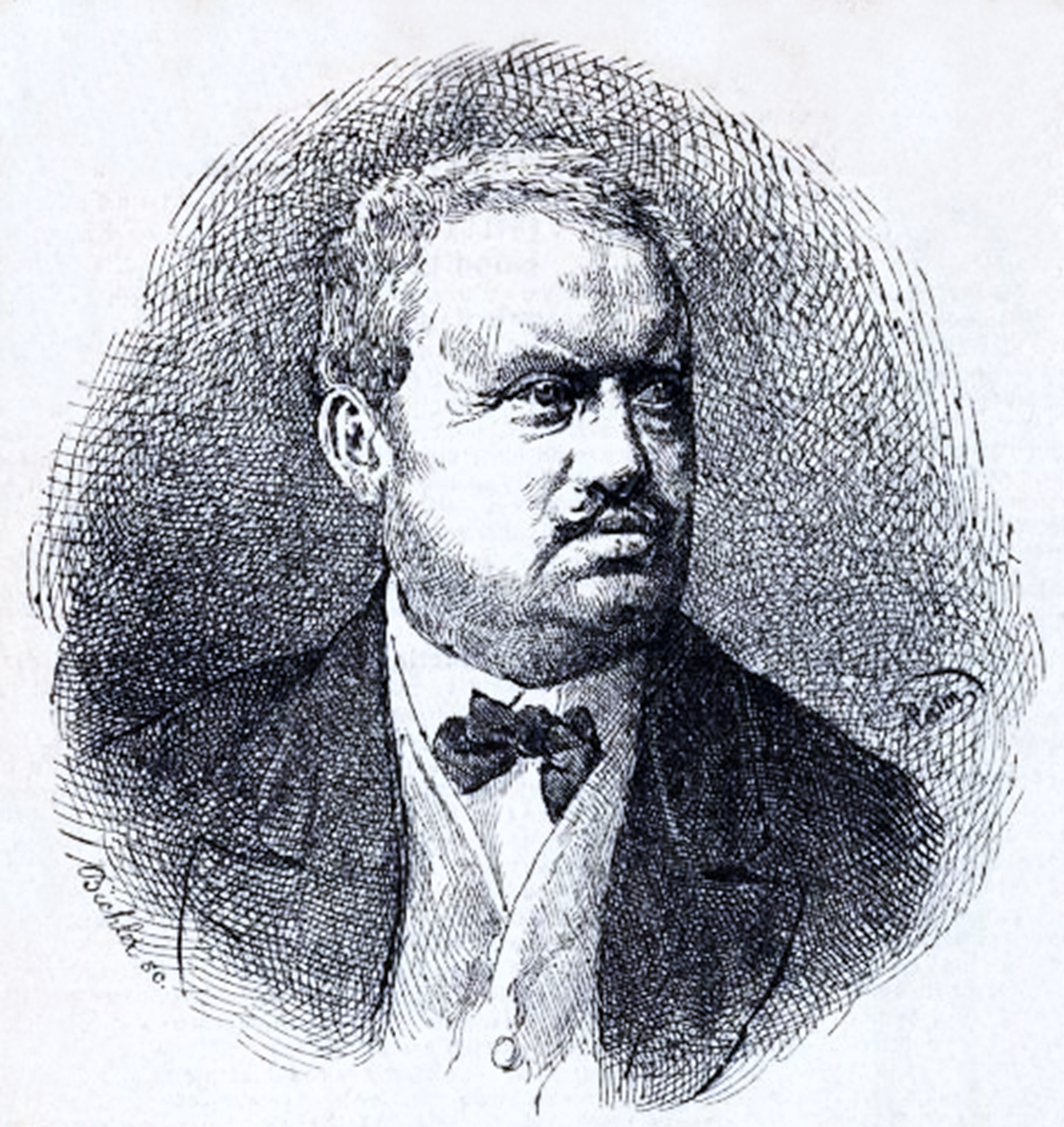
Guido von Madai (1872)

Guido von Madai (* 31. Januar 1810 in Halle (Saale); † 24. November 1892 in Homburg vor der Höhe, Provinz Hessen-Nassau) war ein deutscher Verwaltungsjurist und preußischer Beamter. Er war von 1867 bis 1872 Polizeipräsident in Frankfurt am Main und Landrat des Stadtkreises Frankfurt, anschließend bis 1885 Polizeipräsident in Berlin.

## Herkunft
Seine Eltern waren Karl Wilhelm Samuel von Madai (* 25. Dezember 1777; † 20. November 1851) und dessen Ehefrau Marianne Charlotte Wilhelmine von Schubaert (* 28. März 1772; † 1862), geschiedene de la Motte Fouqué. Sein Großvater mütterlicherseits war der Generalmajor Anton Ernst Gottfried Eberhard von Schubaert. Der Großvater väterlicherseits war der Hofrat und Mediziner Carl August von Madai aus Halle. Karl Otto von Madai war ein Vetter.

## Leben
Madai studierte 1830–1834 an der Friedrichs-Universität Rechtswissenschaft. 1832 wurde er im Corps Saxonia Halle recipiert. 1839 trat er in den preußischen Staatsdienst ein. 1848 wurde er zum Landrat des Kreises Kosten in der Provinz Posen ernannt. Nach der Besetzung der Freien Stadt Frankfurt und dem Selbstmord des letzten Bürgermeisters Karl Konstanz Viktor Fellner wurde er am 28. Juli 1866 zum Zivilkommissar der Stadt und des Gebiets von Frankfurt am Main eingesetzt. Nach der Annexion der Freien Stadt durch Preußen und dem Inkrafttreten einer Magistratsverfassung wurde er am 1. Oktober 1867 erster Polizeipräsident von Frankfurt und am 10. Oktober Landrat des Stadtkreises Frankfurt.

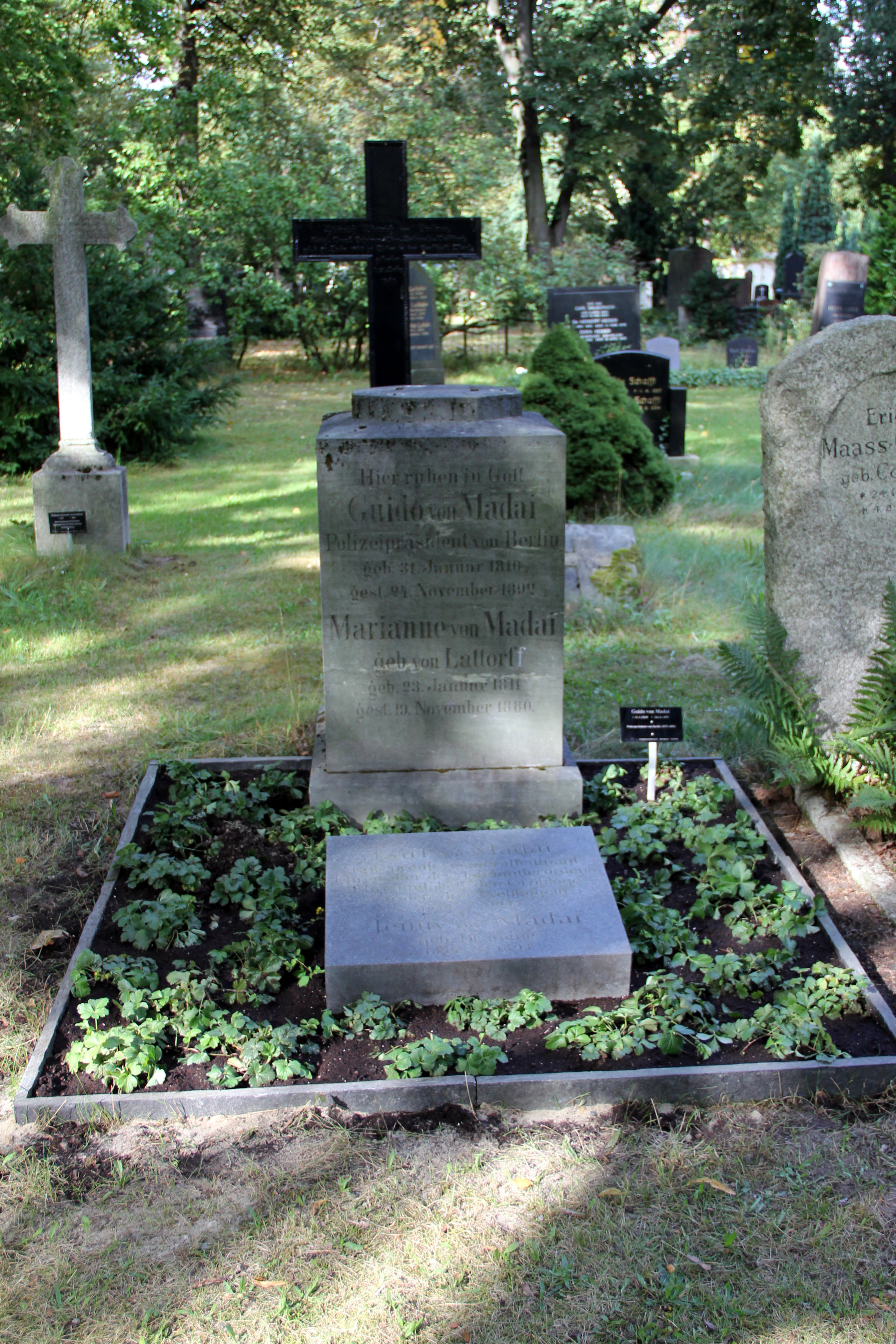
Grab von Guido von Madai in Berlin-Kreuzberg

Madai pflegte einen kooperativen Verwaltungsstil und setzte eine umfassende Neuorganisation der Frankfurter Polizei und der Exekutive in der Stadt und den Landgemeinden des Kreises durch. Trotz der nach der gewaltsamen Annexion in Frankfurt herrschenden Preußenfeindlichkeit war er in Frankfurt anerkannt, so dass die Bürgerschaft ihn freundlich verabschiedete, als er am 12. August 1872 einem Ruf als Polizeipräsident nach Berlin folgte. In seiner Berliner Amtszeit veranlasste er die Aufstellung von öffentlichen Pissoirs, die später umgangssprachlich als Madai-Tempel bekannt wurden.
Madai schied am 19. Oktober 1885 als Wirklicher Geheimer Rat aus dem aktiven Dienst. Er zog zunächst nach Wiesbaden und lebte dann in Homburg vor der Höhe. Dort starb er in der Nacht zum 24. November 1892 mit 82 Jahren.
Beigesetzt wurde er auf dem Friedhof II der Jerusalems- und Neuen Kirche in Berlin. Er ruht dort an der Seite seiner ersten Frau Marianne geb. von Lattorff (1811–1880). Vom Grabdenkmal für Guido von Madai ist nur noch der Sockel mit den Inschriften erhalten.  Zwei der Söhne von Guido von Madai sind in Dessau/Sachsen-Anhalt beigesetzt.